# Reakcja łańcuchowa (film 1996)
Reakcja łańcuchowa (ang.  Chain Reaction) – amerykański film z 1996 w reżyserii Andrew Davisa.
Film był nagrywany w Chicago, Argonne, Barrington Hills, Evanston (Illinois), Kankakee (Illinois), a także w Wisconsin. Sceny kręcono w takich miejscach jak Argonne National Laboratory, Muzeum Historii Naturalnej, na Michigan Avenue w Chicago. W stanie Wisconsin: Madison, Yerkes Observatory w Williams Bay i nad jeziorem Genewa.

## Opis fabuły
Grupa naukowców pracuje nad wykorzystaniem wody jako źródła energii. W skład zespołu badawczego pod nadzorem Doktora Barkleya finansowanego przez wpływowego i zamożnego przemysłowca Paula Shannona (Morgan Freeman) wchodzi między innymi dwójka młodych studentów - Eddie Kasalivich (Keanu Reeves) i Lili Sinclair (Rachel Weisz). Pewnego dnia dzięki odkryciu młodego Eddiego Kasalivicha udaje się uzyskać energię z wodoru zawartego w wodzie. Tuż po odkryciu Eddie znajduje zwłoki szefa pracowni (Doktora Barkleya), a wkrótce po tym w powietrze wylatuje laboratorium, niszcząc dodatkowo część miasta. Policja i FBI szukają sprawców, zakładają podsłuchy i rewidują wszystkich mających coś wspólnego z tą sprawą. Głównymi podejrzanymi stają się Lili i Eddie, w którego mieszkaniu policja znajduje pieniądze i sprzęt szpiegowski. W związku z tym ukrywają się przed policją i wysłannikami tajemniczej organizacji C-Systems. Eddie i Lili starają się również rozwikłać tajemnicę, a jedyną nadzieję stanowi dla nich potężny Paul Shannon (Morgan Freeman), lecz i on może stać po niewłaściwej stronie.

## Obsada
- Keanu Reeves – Eddie Kasalivich
- Rachel Weisz – dr Lily Sinclair
- Morgan Freeman – Paul Shannon
- Fred Ward – agent FBI Leon Ford
- Krzysztof Pieczyński – Lucasz Screbneski